# Elektro-thermisch-chemisches-Geschütz
Ein Elektro-thermisch-chemisches-Geschütz (ETC-Geschütz) ist eine Weiterentwicklung der derzeit in Benutzung befindlichen Geschütze, die die Energie zum Beschleunigen eines Projektils aus dem Abbrennen eines Treibladungspulvers beziehen. ETC-Geschütze waren in den 1990er und 2000er Jahren Gegenstand von Forschungen. In den 2010er Jahren hat sich der Fokus zu Energiewaffen wie LaWS-Lasersystemen für Schiffe verschoben.

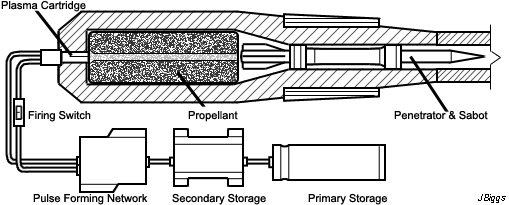
Grafische Darstellung des Systems (englisch)

## Aufbau und Funktionsweise
Der prinzipielle Aufbau eines ETC-Geschützes unterscheidet sich nur geringfügig von dem konventioneller Geschütze. Die wichtigsten Unterschiede bestehen im veränderten Aufbau der Patronen und dem Vorhandensein einer elektrischen Energiequelle. In der Längsachse der Patrone ist ein Draht eingebracht, der durch zwei Elektroden in der Patronenhülse mit der Energiequelle verbunden ist.
Im Gegensatz zu den bislang verwendeten Geschützen wird die Treibladung eines ETC-Geschützes nicht durch ein Zündhütchen oder eine kleine Anzündladung gezündet, sondern durch das Einspeisen elektrothermischer Energie in das Pulver. Wird ein ausreichend hoher Strom durch den Draht in der Patrone geleitet, erhitzt sich dieser und verdampft, das dabei entstehende Plasma zündet daraufhin die Treibladung, welche durch den beim Abbrand entstehenden Gasdruck das Geschoss durch den Lauf treibt.

## Vorteile
Durch das Erhitzen und Verdampfen des Drahtes in der Treibladung wird diese auf der ganzen Länge der Patronenhülse gezündet und nicht wie bei konventionellen Geschützen nur am Boden der Hülse. Daraus ergibt sich ein gleichmäßigerer Verlauf der Gasdruckkurve und somit eine erhöhte Präzision der Waffe. Weiterhin kann das Pulver vor der eigentlichen Zündung auf eine optimale Temperatur gebracht werden, was die Berechnung der Geschossflugbahn vereinfacht. Zuletzt kann durch das Einbringen wasserstoffhaltiger Stoffe in die Treibladung die Molekularmasse der Pulvergase reduziert werden, so dass sich eine höhere Mündungsgeschwindigkeit ergibt (siehe auch Leichtgaskanone).